# Вітродетриніт

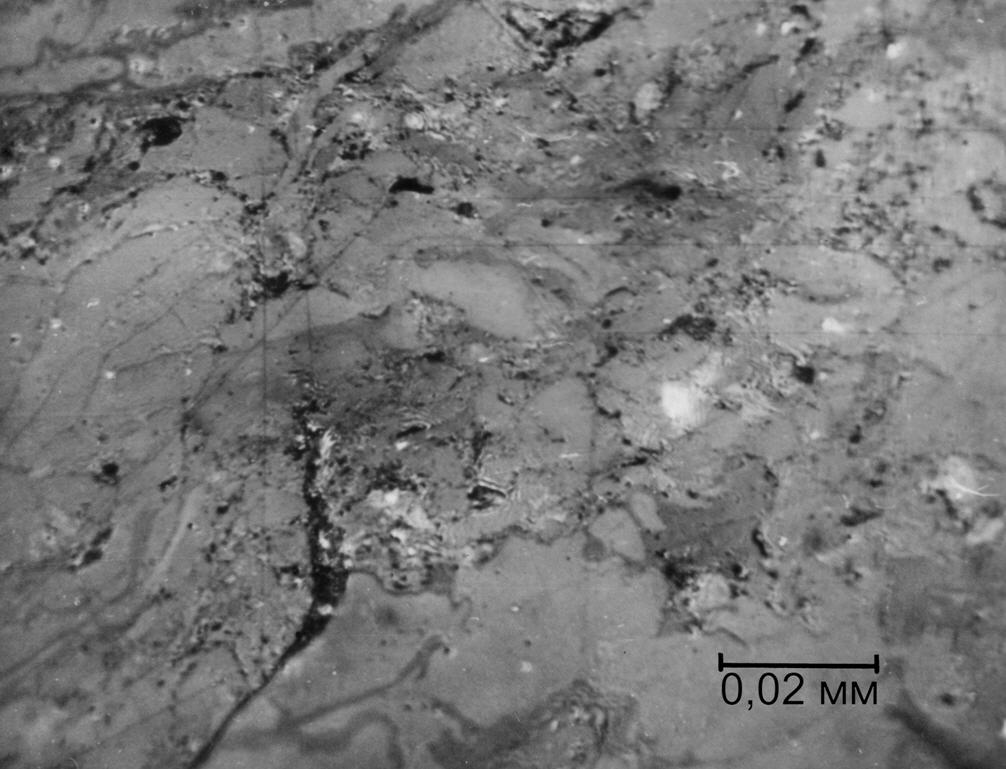
Вітродетриніт: вугілля перехідне від бурого до кам'яного. Відбите світло, імерсія. Шкала 0,02 мм.

Вітродетриніт (рос. витродетринит, англ. vitrodetrinite, нім. Vitrodetrinit m) — рідкісний мацерал підгрупи детровітриніту, що залягає у вигляді невеликих вітринітових уламків різної форми, які стають помітними в оточенні невітринітового матеріалу. Термін введено в 1970 р. Міжнародним комітетом з петрології вугілля і органічної речовини (МКПВОР).

## Склад і властивості
Максимальна крупність закруглених ґранул становить менше 10 мкм, мінімальна крупність ниткоподібних фрагментів становить 10 мкм. Фрагментарний характер частинок В. є важливим критерієм в його розпізнаванні, чому сприяє травлення. Флуоресценція В. відповідає флуоресценції мацералів теловітриніту, якщо по контуру В. знаходиться інертодетриніт. У осадових породах флуоресценція може бути інтенсивнішою в тих випадках, коли породи багаті альгінітом (наприклад, горючі сланці). За хімічними властивостями В. схожий з вітринітом.
Як правило, при дослідженні в нормальному відображеному світлі з використанням масляної імерсії ці уламки не можна відрізнити один від одного. В цьому випадку їх об'єднують під назвою «десмоколініт». Тільки йодисто-метиленова імерсія дозволяє чітко розрізняти їх у вугіллі з високим виходом летких речовин. У відображеному світлі з використанням масляної імерсії частинки вітродетриніту можна побачити лише тоді, коли вони оточені компонентами, що мають іншу відбивну здатність (наприклад, глинистими мінералами у вуглистому сланці або інертинітом в дуриті). Вітродетриніт — рідкісний мацерал.

## Походження
В. — результат інтенсивного подрібнення паренхімних і деревних волокон коріння, стебел і листя, що складаються з целюлози і лігніну. До перенесення і відкладення або після осадження В. зазнав геліфікації.

## Розповсюдження
В. є складником мікролітотипів вітринертиту, тримацериту і рідко дуриту. Високий вміст В. у матовому смугастому вугіллі. У осадових породах вітродетриніт разом з колотелінітом є основним компонентом керогену типу III.
Роздроблені уламки вітринітового характеру дуже часто зустрічаються в кам'яному вугіллі. Вони утворюють десмоколінітову основну масу клариту і тримацериту.
Як і інші мацерали, вітриніт може зустрічатися у вигляді детриту. Ці утворення представлені в основному обривками рослин або частинками гумусного торфу, які руйнувалися на дуже ранній стадії. Зрідка — це уламки вітриніту, роздробленого в результаті тиску, які мають такий же вигляд, що і включення в колініті.

## Походження слова
vitrum (лат.) — скло, detritus (лат.) — абразія.